# Gamma di Dirac
Le matrici gamma di Dirac sono un insieme di matrici che formano una rappresentazione dell'algebra di Clifford. Sono utilizzate nell'equazione di Dirac e sono state formulate per conciliare la meccanica quantistica con la relatività ristretta.

## Definizione
Le matrici sono determinate dalla regola di anticommutazione che definisce l'algebra di Clifford:
{\displaystyle \left\{\gamma ^{\mu },\gamma ^{\nu }\right\}=2g^{\mu \nu }I}
dove {\displaystyle g^{\mu \nu }} è la metrica dello spaziotempo. Questa condizione non fissa le matrici gamma in maniera univoca, infatti hanno varie rappresentazioni. 
Usando la metrica di Minkowski con segnatura {\displaystyle (+,-,-,-)} deve accadere che:
{\displaystyle \gamma ^{0}=\left(\gamma ^{0}\right)^{\dagger },\gamma ^{i}=-\left(\gamma ^{i}\right)^{\dagger }}
{\displaystyle \gamma ^{0}\gamma ^{0}=I,\gamma ^{i}\gamma ^{i}=-I\ }
dove {\displaystyle I} è la matrice identità, {\displaystyle ^{\dagger }} è il trasposto coniugato e {\displaystyle i} un indice che va da 1 a 3. Da ciò, in quattro dimensioni:
{\displaystyle \gamma ^{\rho }\gamma _{\rho }=4I\ }

## La rappresentazione di Dirac
Una delle rappresentazioni più diffuse per le matrici di Dirac è la seguente, detta appunto rappresentazione di Dirac, costruita a partire dalla matrice identità e dalle tre matrici di Pauli {\displaystyle \sigma ^{i}}:
{\displaystyle \gamma ^{i}={\begin{pmatrix}0&\sigma ^{i}\\-\sigma ^{i}&0\end{pmatrix}}}
{\displaystyle \gamma ^{0}={\begin{pmatrix}I&0\\0&-I\end{pmatrix}}}
In questa rappresentazione le quattro matrici di Dirac controvarianti sono:
{\displaystyle \gamma ^{0}={\begin{pmatrix}1&0&0&0\\0&1&0&0\\0&0&-1&0\\0&0&0&-1\end{pmatrix}},\gamma ^{1}\!=\!{\begin{pmatrix}0&0&0&1\\0&0&1&0\\0&-1&0&0\\-1&0&0&0\end{pmatrix}}}
{\displaystyle \gamma ^{2}\!=\!{\begin{pmatrix}0&0&0&-i\\0&0&i&0\\0&i&0&0\\-i&0&0&0\end{pmatrix}},\gamma ^{3}\!=\!{\begin{pmatrix}0&0&1&0\\0&0&0&-1\\-1&0&0&0\\0&1&0&0\end{pmatrix}}.}
Da queste quattro matrici è possibile costruire sedici prodotti differenti, linearmente indipendenti uno dall'altro, e che potranno essere utilizzati per costruire le osservabili fisiche dell'equazione di Dirac:
{\displaystyle \Gamma ^{S}=I;\Gamma ^{V}=\gamma ^{\mu };\Gamma _{\mu \nu }^{T}=\sigma _{\mu \nu };\Gamma ^{P}=i\gamma ^{0}\gamma ^{1}\gamma ^{2}\gamma ^{3}=\gamma ^{5};\Gamma ^{A}=\gamma ^{5}\Gamma ^{V}}
dove
{\displaystyle \sigma _{\mu \nu }={\frac {i}{2}}\left[\gamma _{\mu },\gamma _{\nu }\right]}
Queste {\displaystyle \Gamma }, oltre a essere una base per lo spazio delle matrici {\displaystyle 4\times 4}, rispettano alcune regole:
1. {\displaystyle \left(\Gamma ^{n}\right)^{2}=\pm 1}
2. {\displaystyle \Gamma ^{n}\neq \Gamma ^{S},\exists \Gamma ^{m}:\Gamma ^{n}\Gamma ^{m}=-\Gamma ^{m}\Gamma ^{n}}
3. {\displaystyle \Gamma ^{n}\neq \Gamma ^{S},\operatorname {tr} \Gamma ^{n}=0}
4. {\displaystyle \Gamma ^{a},\Gamma ^{b},\exists \Gamma ^{n}\neq \Gamma ^{S}:\Gamma ^{a}\Gamma ^{b}=\Gamma ^{n}}
5. {\displaystyle {\mbox{se }}\sum _{i=1}^{16}a_{i}\Gamma ^{i}=0,{\mbox{ allora }}a_{i}=0\forall i}.

Infine, combinando le {\displaystyle \gamma } con gli spinori, è possibile definire una quadricorrente:
{\displaystyle j^{\mu }(x)={\bar {\psi }}(x)\gamma ^{\mu }\psi (x)}
dove
{\displaystyle {\bar {\psi }}(x)=\psi ^{+}(x)\gamma ^{0}}.
Bisogna notare che gli indici che distinguono queste matrici non sono dei veri e propri indici tensoriali, perché {\displaystyle \gamma ^{\mu }} non è un quadrivettore che trasforma sotto una generica trasformazione di Lorentz {\displaystyle \Lambda _{\nu }^{\mu }} secondo:
{\displaystyle \gamma ^{\mu }\rightarrow \left(\gamma ^{\mu }\right)^{\prime }={\Lambda ^{\mu }}_{\nu }\gamma ^{\nu }}
bensì rimane invariato, per definizione:
{\displaystyle \left(\gamma ^{\mu }\right)^{\prime }=\gamma ^{\mu }}.
Spesso con la "covarianza" delle matrici gamma si intende la seguente relazione:
{\displaystyle S^{-1}\gamma ^{\mu }S={\Lambda ^{\mu }}_{\nu }\gamma ^{\nu }},
dove {\displaystyle S=S(\Lambda )} è la rappresentazione della trasformazione sugli spinori che intervengono nell'equazione di Dirac, ma questa è una proprietà soddisfatta in virtù della forma esplicita delle {\displaystyle S}. Una conseguenza di questo fatto è che la grandezza {\displaystyle \gamma ^{\mu }p_{\mu }} non è invariante, ma si trasforma come:
{\displaystyle \left(\gamma ^{\mu }p_{\mu }\right)^{\prime }=\gamma ^{\mu }\left(\Lambda ^{-1}\right)_{\mu }^{\nu }p_{\nu }=S\left(\gamma ^{\mu }p_{\mu }\right)S^{-1}}
e con lei lo stesso operatore di Dirac {\displaystyle (i\partial \!\!\!/\ -m)} e il propagatore del campo fermionico. Si noti che l'invarianza della densità di lagrangiana e delle sezioni d'urto è conservata perché in queste grandezze la parte che trasforma con le {\displaystyle S} è racchiusa tra una {\displaystyle {\bar {\psi }}} e una {\displaystyle \psi }, in modo da mantenere il tutto invariante. Si noti anche che:
{\displaystyle p\!\!\!\,/\equiv \gamma ^{\mu }p_{\mu }=\gamma _{\mu }p^{\mu }}
{\displaystyle \left(\Lambda ^{-1}\right)_{\mu }^{\nu }\gamma ^{\mu }p_{\nu }=S\left(\gamma ^{\mu }p_{\mu }\right)S^{-1}=\left(p\!\!\!\,/\right)^{\prime }=\left(\gamma ^{\mu }p_{\mu }\right)^{\prime }\neq \left(\gamma _{\mu }p^{\mu }\right)^{\prime }=\Lambda _{\nu }^{\mu }\gamma _{\mu }p^{\nu }}.

## La quinta matrice gamma
È una matrice definita (nel formalismo quadri-dimensionale di Dirac) come segue:
{\displaystyle \gamma ^{5}:=i\gamma ^{0}\gamma ^{1}\gamma ^{2}\gamma ^{3}={\begin{pmatrix}0&0&1&0\\0&0&0&1\\1&0&0&0\\0&1&0&0\end{pmatrix}}}
Anche se la matrice {\displaystyle \gamma ^{5}} non fa parte delle quattro matrici gamma, si denota in questo modo perché retaggio di una vecchia notazione: essendo {\displaystyle \gamma ^{0}} la quarta matrice oltre le tre spaziali, l'apice 5 denota che sarebbe una quinta matrice con le stesse proprietà delle altre quattro.
Vale anche la relazione che segue (facilmente verificabile):
{\displaystyle \gamma ^{5}={\frac {i}{4!}}\varepsilon _{\mu \nu \alpha \beta }\gamma ^{\mu }\gamma ^{\nu }\gamma ^{\alpha }\gamma ^{\beta }}
Viene introdotta in meccanica quantistica relativistica perché utile per lo sviluppo di diverse argomentazioni; una su tutte è la proiezione del campo di Dirac nelle componenti "left-handed" (levogiro) e "right-handed" (destrogiro) (vedi anche chiralità):
{\displaystyle \psi _{L}={\frac {1-\gamma ^{5}}{2}}\psi ,\qquad \psi _{R}={\frac {1+\gamma ^{5}}{2}}\psi }.
Seguono alcune delle proprietà di cui gode:
- È hermitiana:

{\displaystyle (\gamma ^{5})^{\dagger }=\gamma ^{5}.\,}
- Ha autovalori ±1:

{\displaystyle (\gamma ^{5})^{2}=I_{4}.\,}
- Anticommuta con le altre quattro {\displaystyle \gamma ^{\mu }}:

{\displaystyle \left\{\gamma ^{5},\gamma ^{\mu }\right\}=\gamma ^{5}\gamma ^{\mu }+\gamma ^{\mu }\gamma ^{5}=0.\,}